# Lars Ekedorff
Lars Edgar Ekedorff, född 16 augusti 1923 i Lysekil, död 22 mars 1998 i Göteborg, var en svensk arkitekt. 
Ekedorff, som var son till rektor Edvin Ekedorff och Olga Andersson, avlade studentexamen i Göteborg 1943 och utexaminerades från Chalmers tekniska högskola 1949. Han anställdes hos AB Vattenbyggnadsbyrån i Göteborg 1950, på drätselkammarens husbyggnadskontor 1953, blev ritkontorschef där 1956, anställdes hos Gustaf Birch-Lindgren och Elmar Lohk 1957, blev verkställande direktör och delägare i Arkitektfirman Birch-Lindgren, Lohk, Ekedorff AB 1961, verkställande direktör och innehavare av Ekedorff Arkitektkontor AB från 1963 och var vice verkställande direktör för AB United Swedish Technical Consultants från 1961 (styrelsesuppleant 1962). Han ritade bland annat delar av Sahlgrenska sjukhuset, Uddevalla centrallasarett, vårdhem, pensionärshem och skolor.